# Кур, Валерий Степанович
Валерий Степанович Кур (укр. Вале́рій Степа́нович Кур; род. 31 января 1951, Воронеж) — советский и украинский оперативник, полковник милиции. В публицистике известен как «Киевский комиссар Каттани».
Один из создателей Управления по борьбе с организованной преступностью. Организатор и руководитель Управления криминальной разведки в составе МВД Украины. Примечательно, что практически все звания получал досрочно за раскрытия в ходе оперативных мероприятий резонансных преступлений).
Почётный член международной полицейской ассоциации IPA (International Police Association). Внештатный консультант МВД Украины и Верховного Совета Украины по юридическим вопросам. С апреля 2017 года также является постоянным экспертом программы «Історія одного злочину», в которой реконструируются самые резонансные преступлений с 1990 года.

## Биография
Родился в городе Воронеж 31 января 1951 года. Мать — Нина Ефимовна Кур (Тимофеева), русская. Отец Степан Иосифович (Стефан Йозефович) Кур, поляк. Сестра Кур (Портнова) Любовь Степановна. Валерий рано остался без отца. Мать много работала, поэтому Валерий воспитывался в школе-интернате.
После школы в 1970 году поступил на дневное отделение юридического факультета в Воронежский государственный университет. Там увлекался историей, философией и литературой. ВГУ окончил в 1975 году с дипломом «правоведение». В 1976 окончил Спецшколу милиции.
После окончания университета пошёл работать в районное отделение милиции, на должность инспектора уголовного розыска.. По горячим следам в ходе оперативных мероприятий раскрыл несколько резонансных преступлений (среди которых ограбление Трио «Ромэн», пребывающего в Воронеже с гастролями).
В конце 1970-х годов, вскоре после женитьбы и рождения старшей дочери, переехал в Киев, где начал работать в Управлении внутренних дел города Киева.
В конце 1980-х годов был знаменит борьбой с зарождающимися видами мошенничества (игра в напёрстки и пр.). Провёл цикл телепередач, рассказывая в популярной форме про то, как не стать жертвой преступников. Позднее возглавил отдел по борьбе с коррупцией. Одним из первых в аппарате МВД систематизировал и дал определение понятию «организованная преступность».
К началу 1990-х был смещён со всех должностей и на преподавательскую работу в киевскую Академию милиции. С 1990 по 1994 преподавал в Академии милиции оперативно-розыскную деятельность на кафедре ОРД.
В 1994 Министерство внутренних дел возглавил Владимир Радченко. Министр вернул в органы Кура, который занял пост Начальника управления ГУБОЗ МВД (Главное управление по борьбе с организованной преступностью). В дальнейшем Кур создал и возглавил Управление криминальной разведки для борьбы с особо опасными бандитскими группировками на территории Украины. Также Валерий Кур формировал спецподразделение «Сокол», обеспечивающее оперативно-розыскные мероприятия сотрудников УБОП-а.
По собственным словам, в 2000 году начал испытывать давление со стороны начальства, которое требовало укрывать собранную информацию о связях руководства страны с организованной преступностью, а также, угрожало жизни и семье. Тогда же Кур пишет рапорт об увольнении по собственному желанию. Рапорт был принят. Таким образом, в 48 лет, Валерий Кур уходит из органов милиции.
В настоящее время живёт в Киеве.